# Chrysomerophyceae
Chrysomerophyceae es una clase de algas estramenopilas. El género tipo es Chrysomeris N. Carter (1937). 